# Günther-Eberhardt Wisliceny
Günther-Eberhardt Wisliceny (5. září 1912 – 25. srpen 1985) byl německý vysoce vyznamenaný důstojník Waffen-SS za druhé světové války v hodnosti SS-Obersturmbannführer (Podplukovník). Byl držitelem mnoha vojenských vyznamenání včetně Rytířského kříže s dubovými ratolestmi a meči nebo spony za boj zblízka ve zlatě.

## Mládí a počátky u SS
Günther-Eberhardt Wisliceny se narodil ve východopruském městě Regulowken jako syn místního velkostatkáře. Jeho starší bratr Dieter se později stal také důstojníkem SS. Studoval reálnou školu v Beuthenu a později přešel na obdobnou školu v Breslau.
Po dokončení školy na podzim roku 1929 se živil jako horník až do března roku 1933, kdy vstoupil k SS a byl zařazen k SS-Stabswache Berlin (pozdější Leibstandarte SS Adolf Hitler). Na přelomu září a října 1934 absolvoval již v hodnosti SS-Hauptscharführer (Vrchní četař) kurz protiplynové obrany v Oranienburgu.
Dne 10. března 1935 byl jmenován pobočníkem velitele II. praporu Leibstandarte. Tuto funkci zastával pouze do počátku června 1937, kdy byl převelen k 8. rotě praporu, kde byl jmenován velitelem kulometné čety. Na přelomu roku 1937 byl rovněž členem Lebensbornu.
Od počátku února 1938 se účastnil speciálního výcviku pro velitele kulometné čety na pěchotní škole v Döberitzu, který ukončil 10. března téhož roku a vrátil se zpět ke kulometné četě.
K 1. květnu téhož roku byl převelen k 8. rotě SS-Standarte „Der Führer“, kde sloužil opět jako velitel čety.

## Druhá světová válka
S vypuknutím druhé světové války a německým útokem na Polsko byl Wisliceny již jako SS-Obersturmführer (nadporučík) jmenován do funkce pobočníka velitele II. praporu SS-Standarte „Der Führer“.
Po vítězném tažení v Polsku působil jeden měsíc jako velitel 4. roty SS-Totenkopf-Standarte „Ostmark“, od 1. listopadu 1939 byl převelen k 11. pěšímu Totenkopf pluku SS (SS-Totenkopf-Infanterie-Regiment 11), kde mu bylo svěřeno velení 8. roty. S plukem se zúčastnil bitvy o Francii v létě 1940 a později i invaze do Sovětského Svazu.
Na východní frontě také začal Wisliceny sbírat vyznamenání. Již na podzim 1941 byl vyznamenán oběma třídami železného kříže a útočným odznakem pěchoty.
Na počátku února 1942 byl převelen k pěšímu záložnímu praporu (Infanterie-Ersatz-Bataillon) SS-Standarte „Der Führer“. Zde strávil necelé dva měsíce a posléze byl jmenován velitelem III. praporu téhož pluku.
Na jaře 1943 se účastnil třetí bitvy o Charkov, při které se německým jednotkám podařilo znovu obsadit město. Za své zásluhy při dobývání Charkova byl 20. dubna téhož roku povýšen do hodnosti SS-Sturmbannführer (major) a o 4 dny později vyznamenán Německým křížem ve zlatě.
O tři měsíce později se Wisliceny se svým praporem účastnil největší tankové operace v dějinách, bitvy u Kurska. Zde opět ukázal své bojové schopnosti a díky tomu byl následně 30. července 1943 vyznamenán rytířským křížem železného kříže.
Poté byl při těžkých bojích na frontě raněn a převezen k léčení do Německa. Ze svých zranění se zotavoval na klinice SS v Hohenlychenu až do jara 1944. Po uzdravení se vrátil v polovině března ke své 2. tankové divizi SS "Das Reich", která se nyní nacházela ve Francii z důvodu doplnění stavů, avšak již ne k pluku „Der Führer“, ale jako velitel 3. pluku tankových granátníků SS „Deutschland“ (SS-Panzergrenadier-Regiment 3 „Deutschland“). O měsíc později byl povýšen do hodnosti SS-Obersturmbannführer (Podplukovník).
S plukem se následně účastnil bitvy o Normandii a bitvy v Ardenách a za příkladné velení pluku byl následně k 26. prosinci 1944 vyznamenán Dubovými ratolestmi k rytířskému kříži železného kříže.
Následně se s plukem zapojil do obranných bojů na východní frontě a v Maďarsku a později se stáhl až do Rakouska, kde byl zajat.

## Život po válce
Wisliceny se vzdal se svým plukem 8. května 1945 po německé kapitulaci americkým jednotkám v městečku Ennsdorf v Dolních Rakousech. V americkém zajetí byl držen až do dubna 1947, kdy si vyžádala jeho vydání francouzská justice. Zde byl vyšetřován kvůli účasti jeho divize na masakrech nevinných civilistů v Tulle a Oradour-sur-Glane. Byl však shledán nevinným a ze zajetí byl propuštěn 12. července 1951.
Následně žil až do své smrti se svojí ženou Luise v dolnosaském městě Hannover. Zemřel zde 25. srpna 1985 ve věku nedožitých 73 let.

## Shrnutí vojenské kariéry

### Data povýšení
- SS-Mann - 18. března 1933
- SS-Oberscharführer - 1. října 1933
- SS-Hauptscharführer - 1. prosince 1933
- SS-Untersturmführer - 10. března 1935
- SS-Obersturmführer - 9. listopadu 1936
- SS-Hauptsturmführer - 2. dubna 1940
- SS-Sturmbannführer - 20. dubna 1943
- SS-Obersturmbannführer - 20. dubna 1944

### Vyznamenání
- Rytířský kříž železného kříže - 30. července 1943
- Dubové ratolesti k rytířskému kříži železného kříže (687. držitel) - 26. prosince 1944
- Meče k rytířskému kříži železného kříže (151. držitel) - 6. května 1945
- Německý kříž ve zlatě - 24. dubna 1943
- Spona za boj zblízka ve zlatě - 31. března 1945
- Spona za boj zblízka ve stříbře - 1. dubna 1944
- Železný kříž I. třídy - 7. listopadu 1941
- Železný kříž II. třídy - 27. června 1941
- Odznak za samostatné zničení tanku
- Odznak za zranění ve stříbře - 1944
- Odznak za zranění ve zlatě - 31. března 1945
- Útočný odznak pěchoty ve stříbře - 1. prosince 1941
- Medaile za východní frontu - 1. srpna 1942
- Zlatý odznak Hitlerjugend
- Umrlčí prsten SS
- Čestná dýka Reichsführera-SS